# Waldemar Doniec
Waldemar Doniec  (ur. 26 czerwca 1922 w Rytrze, zm. 30 czerwca 2010 w Łodzi) – działacz turystyki górskiej i fotografii krajoznawczej w PTTK, Członek Honorowy PTTK.
W czasie II wojny światowej był żołnierzem Armii Krajowej. Mieszkał w Łodzi.

## Wykształcenie
Szkołę powszechną ukończył w Rytrze. W Nowym Sączu rozpoczął naukę w gimnazjum, kontynuował w Łodzi, dokąd przeniósł się z rodzicami w 1937. Maturę zdał 12 lutego 1946 w XVII Liceum dla Pracujących mieszczącym się w siedzibie I Liceum Ogólnokształcącego im. Mikołaja Kopernika w Łodzi przy ul. Więckowskiego 41. Ukończył studia prawnicze na Uniwersytecie Łódzkim bez uzyskania magisterium.

## Praca zawodowa
Pracę zawodową rozpoczął na kolei jeszcze w latach okupacji i kontynuował po wojnie, co spowodowało, że był reklamowany w 1945 od służby wojskowej. Niemal całą działalność zawodową związał z przemysłem włókien chemicznych w Zjednoczeniu Włókien Chemicznych oraz Tomaszowskiej Fabryce Włókien Chemicznych. W 1990 przeszedł na emeryturę.

## Działalność społeczna w PTTK
W latach 1949–1950 działał w Polskim Towarzystwie Tatrzańskim Oddział w Łodzi. Od 1953 do śmierci należał do Polskiego Towarzystwa Turystyczno-Krajoznawczego Oddział w Łodzi. Uprawiał turystykę górską i fotografię krajoznawczą.
Posiadał odznaki turystyczne:
- Honorowa Jubileuszowa GOT z 1985,
- Odznaka Fotografii Krajoznawczej złota z 1977.

Posiadał uprawnienia z zakresu turystyki:
- Przodownik Turystyki Górskiej,
- Honorowy Przodownik Turystyki Górskiej od 1975,
- Instruktor Fotografii Krajoznawczej.

Pełnił następujące funkcje społeczne w PTTK na szczeblu centralnym i wojewódzkim:
- 1960–1997: członek Zarządu Głównego PTTK, członek Podkomisji Fotografii i Filmu, a później członek i przewodniczący Komisji Fotografii Krajoznawczej Z G PTTK,
- 1990–1997: przewodniczący Rady Programowej Centrum Fotografii Krajoznawczej PTTK w Łodzi,
- 1956–1990: wiceprezes Zarządu Okręgu i Wojewódzkiego PTTK w Łodzi,
- 1974–1990: przewodniczący Zespołu i Komisji Fotografii Krajoznawczej w Zarządzie Okręgu i Wojewódzkim PTTK w Łodzi.

Organizator i współorganizator wielu imprez turystycznych: Rajdy Świętokrzyskie Oddziału Łódzkiego PTTK, Rajdy Sudeckie Zarządu Wojewódzkiego PTTK w Łodzi, Rajdy Górskie Chemików, „Dni Turysty" w Sulejowie i Działoszynie, Łódzkie Dni Turystyki i Światowy Dzień Turystyki w Łodzi i Pabianicach, międzywojewódzki Sejmik Krajoznawczy w Piotrkowie Trybunalskim.
W latach 1958–1996 prowadził rozległą działalność w zakresie fotografii krajoznawczej: organizował konkursy, wystawy, przeglądy, plenery itp. W latach 1989–2009 inicjator, organizator Centrum Fotografii Krajoznawczej PTTK w Łodzi, a także popularyzator działalności tej wiodącej placówki fotografii krajoznawczej w PTTK.
Zmarł 30 czerwca 2010 w Łodzi i został pochowany na cmentarzu na Zarzewie przy ul. Lodowej 78.

## Odznaczenia i wyróżnienia
Państwowe:
- Srebrny Krzyż Zasługi (nadany przez władze RP na uchodźstwie),
- Medal Zwycięstwa i Wolności 1945 (1948),
- Srebrny Krzyż Zasługi (1964),
- Medal 30-lecia Polski Ludowej (1974),
- Złoty Krzyż Zasługi (1975),
- Krzyż Kawalerski Orderu Odrodzenia Polski (1982},
- Medal 40-lecia Polski Ludowej (1984),
- medal „Za udział w wojnie obronnej 1939” (1987).

Wojskowe:
- Krzyż Walecznych (1995),
- Srebrny Krzyż Zasługi z Mieczami (1995),
- Medal Wojska nadany przez MON w Londynie (1948),
- Krzyż Armii Krajowej nadany w Londynie (1983).

Za działalność w PTTK:
- Członkostwo Honorowe PTTK (2001),
- Honorowa Odznaka Miasta Łodzi (1985),
- Złota Honorowa Odznaka PTTK (1964),
- Zasłużony Działacz Turystyki (1963),
- Zasłużony Działacz Kultury (1989),
- Medal 150-lecia Fotografii (1989),
- Medal 100 lecia Turystyki Polskiej (1973),
- Nagroda Honorowa im. Fryderyka Kremsera, leg. nr 001 (1998),
- Medal 125-lecia TT-PTT-PTTK (1998).

## Publikacje
Opracował i w 1963 wydał drukiem foldery opisujące Łęczycę, Łowicz, Piotrków Trybunalski, Rawę Mazowiecką, Sieradz, Spałę, Sulejów, Tomaszów Mazowiecki. W latach 1963–2009 pisał artykuły do Biuletynu Zarządu Okręgu i Wojewódzkiego PTTK w Łodzi, późniejszego "Wędrownika" na temat fotografii i krajoznawstwa,
- 2000: współautor tekstu kalendarium polskiej fotografii krajoznawczej,
- 2007: wywiad dotyczący Centrum Fotografii Krajoznawczej zamieszczony w internecie www.pttk.pl/khit,
- 2009: na 100-lecie Oddziału PTTK w Łodzi opracował obszerną informację o historii fotografii krajoznawczej w Łodzi.
- 2011: współautor - Waldemar Doniec Mirosław Zbigniew Wojalski, Łódzka fotografia krajoznawcza. Zarys dziejów, Łódź 2011. Centrum Fotografii Krajoznawczej PTTK i Regionalna Organizacja Turystyczna Województwa Łódzkiego, ss 64, ISBN 978-83-88638-60-2